# Corydoras lacerdai
Corydoras lacerdai är en fiskart som beskrevs av Hieronimus, 1995. Corydoras lacerdai ingår i släktet Corydoras och familjen Callichthyidae. Inga underarter finns listade i Catalogue of Life.